# Simultanskak
Simultanskak er et arrangement, hvor en stærk skakspiller (gerne en stormester) spiller flere partier samtidig mod flere spillere, ofte tyve eller flere.
Simultanspilleren bevæger sig fra bræt til bræt i en fast rækkefølge. Sædvanligvis er de forskellige brætter fordelt i en stor cirkel eller firkant. 
I normal simultanskak bruges der ikke skakur. I stedet forventes modstanderne at udføre deres træk, når simultanspilleren kommer frem til deres bræt. Han eller hun kan foretage en kort tænkepause før trækket udføres, men hvis der opstår for lange og for hyppige pauser, vil dette betyde, at simultanopvisningen trækker for længe ud. 
Stærke spillere har også ind imellem optrådt simultant med blindskak. Her kan simultanspilleren ikke se de forskellige brætter, men må holde rede på alle trækkene i partierne i hovedet. Modstanderen har som normalt bræt og brikker, men trækkene kommunikeres verbalt til simultanspilleren via en hjælper.

## Rekorder i simultanskak
Stormester Susan Polgar, USA, tidligere verdensmester for kvinder, satte den 1. august 2005 i Palm Beach, Florida en stribe rekorder inden for simultanskak:
- Flest simultanpartier på en gang: 326 modstandere med 309 sejre, 14 remis og tre tab (gevinstpct. på 96,93) i løbet af 16 timer og 30 minutter. Den tidligere rekord (sat af IM Andrew Martin, England): 321 partier med 294 sejre, 26 remis og et tab (gevinstpct. på 95,64). Dermed får hun også rekorderne for:
- Flest vundne kampe: 309 (Andrew Martin: 294) og
- Højeste gevinstprocent: 96,93 pct. (Andrew Martin: 95,64 pct.)

Samtidig fik hun pga. udskiftning af spillere undervejs mulighed for at sætte rekord i flest spillede kampe i træk:
- 1.131 partier i træk, hvor hun spillede imod 551 modstandere med 1.112 sejre, 16 remis og 3 tab, hvilket giver en gevinstpct. på 99,03 pct. Den tidligere rekord var 1.102 partier (sat af WGM Anna-Maria Botsari, Grækenland)